# Cereal Chemistry
Cereal Chemistry, abgekürzt Cereal Chem., ist eine wissenschaftliche Fachzeitschrift, die vom AACC International-Verlag veröffentlicht wird. Die Zeitschrift erscheint mit sechs Ausgaben im Jahr. Es werden Arbeiten veröffentlicht, die sich mit biologischen und chemischen Aspekten der Verarbeitung von Getreide beschäftigen.
Der Impact Factor lag im Jahr 2014 bei 1,231. Nach der Statistik des ISI Web of Knowledge wird das Journal mit diesem Impact Factor in der Kategorie angewandte Chemie an 39. Stelle von 72 Zeitschriften und in der Kategorie Food Science & Technology an 61. Stelle von 123 Zeitschriften geführt.